# Fernando de la Granja Santamaría
Fernando de la Granja Santamaría (Madrid, 1928- Madrid, 24 de febrero de 1999) fue un arabista e historiador español, catedrático universitario y académico de la Real Academia de la Historia.

## Biografía
Perteneciente a una modesta familia, estudió Filosofía y Letras en la Universidad de Madrid y aprendió árabe de Emilio García Gómez, lengua que perfeccionó durante el servicio militar en Larache y Tetuán (protectorado español de Marruecos) y durante una estancia de dos años en Egipto (1953-1955) gracias a una beca. De 1955 a 1959 fue profesor de árabe en la Facultad de Filología de la Universidad Complutense de Madrid. Después de estar un tiempo trabajando para el Ministerio de Asuntos Exteriores fue contratado nuevamente como profesor adjunto en 1961 y como catedrático de lengua árabe de la Universidad de Zaragoza en 1964. En 1968 fue transferido a la cátedra de la Universidad Autónoma de Madrid. Investigó la poesía andalusí y su influencia en la literatura española posterior, y en 1960 presentó su tesis doctoral sobre La cocina arábigoandaluza según un manuscrito inédito, una traducción parcial del recetario Fadalat Al-Jiwan, texto atribuido al jurista y gastrónomo andalusí, Ibn Razin al-Tuyibi. Durante años trabajó con Elías Terés Sádaba y Manuel Alvar López. En 1996 ingresó en la Real Academia de la Historia.

## Obras
Una relación no exhaustiva de sus trabajos más destacados, incluye:
- La cocina arabigoandaluza según un manuscrito inédito. Tesis doctoral. Madrid, Facultad de Filosofía y Letras (1960);
- La Marca Superior en la obra de al-'Udri. Zaragoza: Escuela de Estudios Medievales. (CSIC, 1966);
- Precedentes y reminiscencias de la cultura y el folklore árabes en el Siglo de Oro (1996);
- Maqamas y risálas andaluzas. Traducciones y Estudios (1997);
- Estudios de historia de Al Andalus (1999).